# 메이즈랜드
메이즈랜드(Mazeland)는 제주특별자치도 제주시 구좌읍 평대리에 위치한 돌, 바람, 여자를 테마로 공원이 조성된 5.3km에 이르는 미로 공원으로 돌미로, 바람미로, 여자미로 3개의 미로로 구성되어 있다.